# Алексино (Калінінградська область)
Алексино (рос. Алексино, нім. Germau, лит. Girmava) — селище Зеленоградського району, Калінінградської області Росії. Входить до складу Красноторовського сільського поселення.
Населення —  22 особи (2015 рік). 

## Населення
| 2002 | 2010 |
| ---- | ---- |
| 32   | ↘22  |